# 模範議会
模範議会（英語: Model Parliament）は、1295年11月にイングランド王エドワード1世が招集したイングランド議会の呼び名。
それ以前に召集された議会と比べて広範な社会各層の代表が招集され、代議制議会の面が強かったため、この後の議会の模範になった議会とされてこう呼ばれる。

## 構成
スコットランドやフランスとの戦争の戦費に困っていたエドワード1世は、1295年11月に議会を招集した。膨大な軍資金を集めるには円滑な徴税が不可欠であり、そのためには広範な社会各層の代表を招集する必要があった。
この議会で招集されたのは、伯爵7人、その他封建貴族(男爵)、大司教や司教などの高位聖職者41人、修道院長や助祭長などの下級聖職者70人、各司教座聖堂参事会の聖職者代表1名、各司教管区から聖職者代表2名、各州の州騎士から2人ずつ、都市や自由都市から市民代表各2名ずつだった。代表招集令状を受けた州は35州、都市はロンドン市を除き109都市である。
これまで同時に召集されることがなかった聖職者、貴族、騎士、市民が同時に超党派的に召集された点が特筆される。とりわけ州代表の騎士や都市代表の市民が含まれている点が注目されている。それ以前の議会と比べてこの議会は代議制の面が強いといえるためである。この後の議会の代議制の模範になった議会であるとされ、19世紀の歴史家に「模範議会」と名付けられた。

## 評価
エドワード1世が招集したこの模範議会と、それ以前の1265年に第6代レスター伯シモン・ド・モンフォールが招集した議会は都市代表が招集されていた代議制的性格を有する議会として評価が高い。そのためエドワード1世をシモン・ド・モンフォールとともに「イギリス議会の父」とすることがある。
しかしこの議会が本当に「模範」となってこの後の議会のあり方を規定したのかは疑問がある。この時の議会はいまだ貴族院と庶民院に分離していなかったし、この議会に召集されていた下級聖職者は1332年以降にはまったく出席しなくなった。またこの議会の後も代議制的要素を欠いた、あるいはわずかしか含まない議会がしばしば開かれる。エドワード1世時代、議会に州代表や都市代表が含まれるかどうかは全く国王の一存次第であり、したがって模範議会も基本的には国王の諮問機関の域を出ていなかった。
代議制の機能を有する議会が開かれるのは1310年頃までは3度に1回程度の頻度でしかなく、諸侯や高位聖職者だけで構成される議会の方が多かった。議会に必ず代議制集会の要素（すなわち州や都市を代表する議員の招集）が包含されるようになるのは、エドワード3世の治世が始まった1327年を待たねばならない。そのためイギリス議会はエドワード1世やシモン・ド・モンフォールのような特定の個人の創意でできたものではなく、12世紀から13世紀のイングランドの歴史過程の中で徐々に形成されたものであると反論される。